# Trybunał Państwa
Trybunał Państwa (niem. Reichsgericht) – trybunał prawa publicznego istniejący w Austro-Węgrzech w latach: 1869–1918, uważany za pierwszy trybunał konstytucyjny.

## Geneza
Powstanie Trybunału Państwa było wynikiem kryzysu, w jakim znalazła się Austria na początku II połowy XIX w. Narastające konflikty narodowościowe uwidoczniły się już w okresie Wiosny Ludów, pozornie zażegnane, wybuchły z nową siłą po przegraniu przez Austrię wojny siedmiotygodniowej z Prusami w 1866 r. Konieczna okazała się zmiana formy ustrojowej państwa, w wyniku której Austria przekształciła się w monarchię austro-węgierską, podczas transformacji przewidziano powołanie instytucji Trybunału Państwa.

### Ustawa zasadnicza o ustanowieniu Trybunału Państwa
Projekt ustawy miało przygotować ministerstwo sprawiedliwości, na którego czele stał E. Herbst, w tym celu powołano podkomisję (sierpień 1867), której przewodniczącym został J. Waser. Debata nad projektem w Izbie Posłów rozpoczęła 8 października 1867, w większości zaakceptowano projekt rządowy. Ustawa o organizacji Trybunału Państwa, o postępowaniu przed nim i o wykonywaniu jego orzeczeń otrzymała sankcję cesarską 18 kwietnia 1869 r. Ustawa ta stała się częścią konstytucji grudniowej regulującej ustrój Przedlitawii.
Trybunał rozpoczął działalność 21 czerwca. Wewnętrzny regulamin Trybunału opracowali Eduard von Quesar i Hye von Glunek. Został on zatwierdzony przez cesarza i wszedł w życie 26 października 1869 r. Pierwsza publiczna rozprawa odbyła się 29 listopada.

## Organizacja i struktura
Siedziba Trybunału znajdowała się w Wiedniu (tam też zobowiązany był zamieszkiwać prezydent Trybunału oraz zastępcy i stali referenci). W skład trybunału wchodzili prezydent trybunału i jego zastępca mianowani dożywotnio przez cesarza, oraz 12 członków i 4 zastępców mianowanych przez cesarza spośród kandydatów (3 fachowych kandydatów na każde z miejsc) przedstawionych w równej liczbie przez każdą z izb Rady Państwa. Spośród członków Trybunału byli wybierani stali referenci (na okres 3 lat). Stanowisko w Trybunale Państwa było urzędem honorowym przed jego objęciem składano przysięgę bezwzględnego przestrzegania ustaw. Członkowie niezamieszkujący w Wiedniu otrzymywali diety i zwrot kosztów podróży. Tylko referenci byli uprawnieni do otrzymywania stałego wynagrodzenia. Wakat na stanowisku mogła spowodować jedynie śmierć członka lub jego rezygnacja (ustawa nie przewidywała możliwości utraty stanowiska w drodze odpowiedzialności dyscyplinarnej).
Pierwszy skład Trybunału Państwa stanowili:
- I. Apfaltern
- Książę K. Czartoryski
- M. Dollenz
- K. Habietinek
- Hrabia E. Hartig
- M. Heyssler
- L. Holzgethan
- A. Hye von Glunek
- J. Krauß (prezes)
- T. Merkl
- R. Ott
- E. J. Quesar
- J. Suppan
- I. Szymonowicz (I wiceprezes)
- M. Steyrer
- J. Unger
- F. Ziemiałkowski

Podczas całej działalności Trybunału zasiadało w nim 79 osób.
Prezesami trybunału byli: Karl Krauß (6 maja 1869 r. – styczeń 1881 r.), J. Unger (1881–1913).
Sesje zwyczajne odbywały się co 3 miesiące, prezydent mógł podjąć decyzje o częstszym przeprowadzaniu sesji. Obrady odbywały się w pełnym składzie 12 członków, pod przewodnictwem prezydenta, w posiedzeniach mieli także prawo uczestniczyć wiceprezydenci, nie posiadali oni jednak prawa głosu. Do ważności orzeczenia wystarczała obecność co najmniej 8 głosujących (minimalne quorum). Przewodniczący głosował jedynie w razie równowagi głosów. Strony nie mogły domagać się wykluczenia członka Trybunału z rozprawy.
Trybunał działał jedynie na wniosek osoby zainteresowanej. Mógł on rozpatrzyć sprawę dopiero po wyczerpaniu drogi administracyjnej, termin do złożenia zażalenia wynosił 14 dni (od otrzymania decyzji administracyjnej wydanej w ostatniej instancji). Obowiązywał przymus adwokacki. Wniesienie zażalenia nie powodowało odroczenia wykonania decyzji, sam Trybunał również nie mógł wstrzymać realizacji rozstrzygnięcia. Wniosek przydzielany był referentowi, który przygotowywał sprawę do rozprawy głównej (mógł on m.in. żądać od strony uzupełnienia podania, przesłuchiwać świadków). Rozprawa przed Trybunałem była ustna i jawna (w pewnych przypadkach jawność mogła zostać wyłączona). Członkowie Trybunału mogli zadawać stronom, świadkom i biegłym pytania. Po zamknięciu rozprawy następowało rozstrzygnięcie podejmowane według teorii swobodnej oceny dowodów. Narada i głosowanie były niejawne, wyrok ogłaszano ustnie. Orzeczenia wydawane były w imieniu cesarza.

## Kompetencje i działalność
Trybunał państwa orzekał z urzędu, o tym, czy wniesiona sprawa należy do zakresu jego właściwości (była to decyzja samodzielna i wyłączna). Rozstrzygnięcie to nie podlegało zaskarżeniu. Uprawnienie to pozwoliło od samego początku pozwoliło na szeroką interpretacje własnych kompetencji Trybunału, przyczynił się do tego również fakt, że przez długi czas był to jedyny trybunał prawa publicznego. Po powołaniu do życia Trybunału Administracyjnego w 1875 r. nierzadko dochodziło do pozytywnych konfliktów kompetencyjnych między obiema instytucjami.
Według ustawy Trybunał Państwa miał orzekać w podwójnej roli: jako Trybunał Kompetencyjny i jako Sąd Rozjemczy. Przed Trybunałem mogły być podnoszone sprawy z dziedziny roszczeń prawa publicznego podnoszonych przez królestwa i kraje monarchii względem siebie lub państwa. Trybunał orzekał o naruszeniu przysługujących obywatelowi praw politycznych zagwarantowanych w konstytucji. Trybunał wyłączył ze swej właściwości sprawy wnoszone przez osoby prawne (nie są obywatelami) oraz sprawy karno-policyjne i sprawy dyscyplinarne. Kontrola naruszenia praw politycznych następowała tylko na gruncie konkretnego przypadku (nie istniała kontrola abstrakcyjna). Trybunał Państwa nie prowadził autentycznej wykładni ustaw, nie miał również kompetencji do badania legalności należycie ogłoszonych ustaw.
Wyroki Trybunału Państwa miały charakter deklaratoryjny; administracja była związano orzeczeniami tylko moralnie, a nie prawnie. Decyzje Trybunału nie powodowały uchylania lub zmiany aktów administracyjnych naruszających prawa obywateli. Powodowało to, że stosowanie się organów administracji do treści orzeczeń uzależnione było od ich dobrej woli. Wyjątek od tej zasady stanowiły sprawy z zakresu prawa publicznego, podnoszone przez królestwa i kraje monarchii względem siebie lub państwa, tu wyrok Trybunału miał charakter reformacyjny.
Orzeczenia Trybunału Państwa nie rozwijały znaczenia praw i wolności obywatelskich (nie nastąpiło twórcze rozszerzenie konstytucyjnych gwarancji), poza ochroną zasady równouprawnienia narodowości, pozostano przy pierwotnej treści uprawnień. Historycznie kontekst orzecznictwa Trybunału odzwierciedla najważniejsze procesy społeczne zachodzące w państwie. W pierwszej fazie jego działalności widoczny jest okres organizowania się życia publicznego w oparciu o liberalną konstytucję grudniową. Następnie zauważalny jest zwrot ku tendencjom zachowawczym. W wyrokach reprezentowano postawę konserwatywną, nie chciano pobudzać procesów społecznych. W przeważającej większości Trybunał pozostawał niewrażliwy na bieżącą walkę polityczną. Nieraz jednak (zwłaszcza w sprawach z zakresu stowarzyszeń i wolności religijnych) jego orzeczenia prezentowały wyraźny wymiar światopoglądowy (nie zawsze zgodny z życzeniami dworu). Pomimo że administracja nie była formalnie związana wyrokami Trybunału, zazwyczaj się do nich stosowała.